# Wormaldia andrea
Wormaldia andrea (лат.) — вид ручейников семейства Philopotamidae из подотряда Annulipalpia. Неотропика.

## Распространение
Южная Америка: Эквадор (Tungurahua).

## Описание
Ручейники мелких размеров, желтовтао-коричневые (голова светло-коричневая, усики и ноги желтоватые), длина передних крыльев 4,5—5,0 мм. Формула шпор голеней: 2-4-4. Имеются оцеллии. Нижнечелюстные щупики состоят из 5 сегментов с коротким первым члеником. Нижнегубные щупики состоят из 3 сегментов. Личинки живут на камнях и веточках растений в водоёмах с проточной водой в лесных и горных регионах. Строят трубчатые шёлковые домики. Видовое название дано в честь Dr. Andrea Encalada (Universidad San Francisco de Quito).